# 桐生大学グリーンアリーナ
桐生大学グリーンアリーナ（きりゅうだいがくグリーンアリーナ）は、群馬県みどり市笠懸町阿左美にある市民体育館である。施設はみどり市が所有・運営管理を行っており、正式名称はみどり市の条例では「みどり市民体育館」と定められている。桐生大学グリーンアリーナという名称は桐生大学を運営する学校法人桐丘学園が取得した命名権（ネーミングライツ）によるもので、桐生大学の所有施設ではない。

## 概要
桐生大学グリーンアリーナは、スポーツを通じて、市民の交流と健康の増進、生涯スポーツを振興することを目的に、2009年1月6日に開設されたみどり市の市民体育館である。主に市民のほか、市や群馬県の関連団体主催のスポーツ大会に利用されている。新体育館開館記念事業して、同年1月17日には国士舘大学の男女新体操部、前橋工業高校男子体操部、榛東中学校の選手らを招いての「新体操公開演技会」が、3月15日にはバスケットボール女子日本リーグ機構（Wリーグ）に所属するシャンソンVマジックの選手を招いて「バスケットボール教室」がそれぞれ行われた。体育館の施設には、約2,070平方メートルあるメインアリーナと約210平方メートルあるサブアリーナで構成され、バスケットボールやバドミントン等の屋内スポーツを行なえる。これらの施設のほか、そトレーニングルームや会議室などを完備している。

## 歴史

### 年表
- 2008年12月22日 竣工。
- 2009年1月6日 供用開始。

## 施設
- メインアリーナ

約2,070m2（コート数：バスケットボール3面、バドミントン12面ほか）
- サブアリーナ

約210m2（用途：武道、ダンス、エアロビクス、研修会など）
- トレーニング室

約320m2（定員：50人）、ランニングコース約200m
- 会議室（大小）
- 多目的室
- 選手ラウンジ
- 観客席 - 2階460席
- 駐車場330台・駐輪場72台

## アクセス

### 公共交通機関
鉄道
- JR東日本両毛線 岩宿駅より徒歩15分

バス
- みどり市「電話でバス」市民体育館北バス停

### 道路
- 北関東自動車道太田藪塚ICより約15分
- 東北自動車道佐野藤岡ICより約45分

## 周辺施設
- 笠懸グラウンド
- 西鹿田グラウンド
- 笠懸野文化ホール パル
- みどり市立笠懸南中学校